# Taipinghu
Taipinghu är en köping i östra Kina. Den ligger i stadsdistriktet Huangshan i staden Huangshan i provinsen Anhui, omkring 180 kilometer sydost om provinshuvudstaden Hefei. Antalet invånare är 7 606. Befolkningen består av 3 498 kvinnor och 4 108 män. Barn under 15 år utgör 12,0 %, vuxna 15-64 år 75 %, och äldre över 65 år 12,0 %.